# Володимирівка (Білогірський район)
Володи́мирівка (до 1945 року — Конєчі́, крим. Köneçi) — село в Україні, у Білогірському районі Автономної Республіки Крим.
Підпорядковане Зуйській селищній раді.
Розташоване на заході району.
Відстань від райцентру до населеного пункта становить 25 кілометрів по прямій.